# 何善堉
何善堉（1931年—2002年），籍貫湖南道州（今道县），生于北平市（今北京市），中国自动控制理论及应用专家，曾任中国科学院自动化研究所研究员、博士生导师。

## 家庭
五世祖何凌汉。曾祖父何绍业。父亲何积祜。